# Джон Тузо Вільсон
Джон Тузо Вільсон (або Тузо Вілсон, англ. John Tuzo Wilson;) — канадський учений геофізик і геолог. Отримав світове визнання за свій внесок у теорію тектоніки плит. Орден Канади, Орден Британської імперії.

## Біографія
Його батько був шотландського походження, а мати була в третьому поколінні канадка французького походження. Він народився в Оттаві, Онтаріо.
У 1930 році закінчив Трініті-коледж у Торонтському університеті Торонто, де став одним з перших в Канаді, хто здобув освіту за спеціальністю геофізика
Він здобув безліч інших суміжних освіт з різних наук у Сент-Джонс-коледжі в Кембриджі. Здобув докторський ступінь у налузі геології 1936 року в Принстонському університеті.
Після закінчення навчання служив у канадської армії, брав участь у Другої світової війни. Звільнився з армії в званні полковник.
У 1974—1985 роках працював генеральним директором наукового центру Онтаріо.
Він був мандрівником, зробив велику кількість фотографій у країнах Європи, в СРСР, Китаї, Океанії, Африці та в обох полярних регіонах.

## Основні публікації
- One Chinese Moon (1959)
- Wilson, Tuzo (14 липня 1962). Cabot Fault, An Appalachian Equivalent of the San Andreas and Great Glen Faults and some Implications for Continental Displacement. Nature. 195 (4837): 135—138. Bibcode:1962Natur.195..135W. doi:10.1038/195135a0. S2CID 4289725.
- Wilson, J. Tuzo (9 лютого 1963). Evidence from Islands on the Spreading of Ocean Floors. Nature. 197 (4867): 536—538. Bibcode:1963Natur.197..536W. doi:10.1038/197536a0. S2CID 4255932.
- Wilson, J. Tuzo (1963). A Possible Origin of the Hawaiian Islands (PDF). Canadian Journal of Physics. 41 (6): 863—870. Bibcode:1963CaJPh..41..863W. doi:10.1139/p63-094.
- Wilson, J. Tuzo (24 липня 1965). A new Class of Faults and their Bearing on Continental Drift. Nature. 207 (4995): 343—347. Bibcode:1965Natur.207..343W. doi:10.1038/207343a0. S2CID 4294401.
- Vine, F. J.; Wilson, J. Tuzo (22 жовтня 1965). Magnetic Anomalies over a Young Oceanic Ridge off Vancouver Island. Science. 150 (3695): 485—9. Bibcode:1965Sci...150..485V. doi:10.1126/science.150.3695.485. PMID 17842754. S2CID 41107379.
- Wilson, J. Tuzo (13 серпня 1966). Did the Atlantic close and then re-open?. Nature. 211 (5050): 676—681. Bibcode:1966Natur.211..676W. doi:10.1038/211676a0. S2CID 4226266.
- Wilson, J. Tuzo (1966). Are the structures of the Caribbean and Scotia arc regions analogous to ice rafting?. Earth and Planetary Science Letters. 1 (5): 335—338. Bibcode:1966E&PSL...1..335T. doi:10.1016/0012-821X(66)90019-7.
- Wilson, J. Tuzo (December 1968). A Revolution in Earth Science. Geotimes. Washington DC. 13 (10): 10—16.
- Wilson, J. Tuzo (1971). Du Toit, Alexander Logie. Dictionary of Scientific Biography. Т. 4. с. 261—263.

## Інтернет-ресурси
- J. Tuzo Wilson. GSA Today, Rock Stars. September 2001. Процитовано 14 жовтня 2013.

- West, Gordon F.; Farquhar, Ron M.; Garland, George D.; Halls, Henry C.; Morley, Lawrence W.; Russell, R. Don (January 2014). John Tuzo Wilson: a man who moved mountains. Canadian Journal of Earth Sciences. 51 (3): xvii—xxxi. Bibcode:2014CaJES..51D..17W. doi:10.1139/cjes-2013-0175.
- The life of John Tuzo Wilson, history pages, Department of Physics, University of Toronto.
- The Tuzo Wilson Lecture, an annual public lecture given at the University of Toronto.
- The J. Tuzo Wilson Professorship, a named memorial professorship at the University of Toronto.
- Travel Photographs of J. Tuzo Wilson
- John Tuzo Wilson archival papers held at the University of Toronto Archives and Records Management Services
- Watch Tuzo Wilson in the 1975 educational TV show Planet of man на YouTube